# Oreodera candida
Oreodera candida är en skalbaggsart som beskrevs av Luciane Marinoni och Martins 1978. Oreodera candida ingår i släktet Oreodera och familjen långhorningar. Inga underarter finns listade i Catalogue of Life.